# Jill Biden

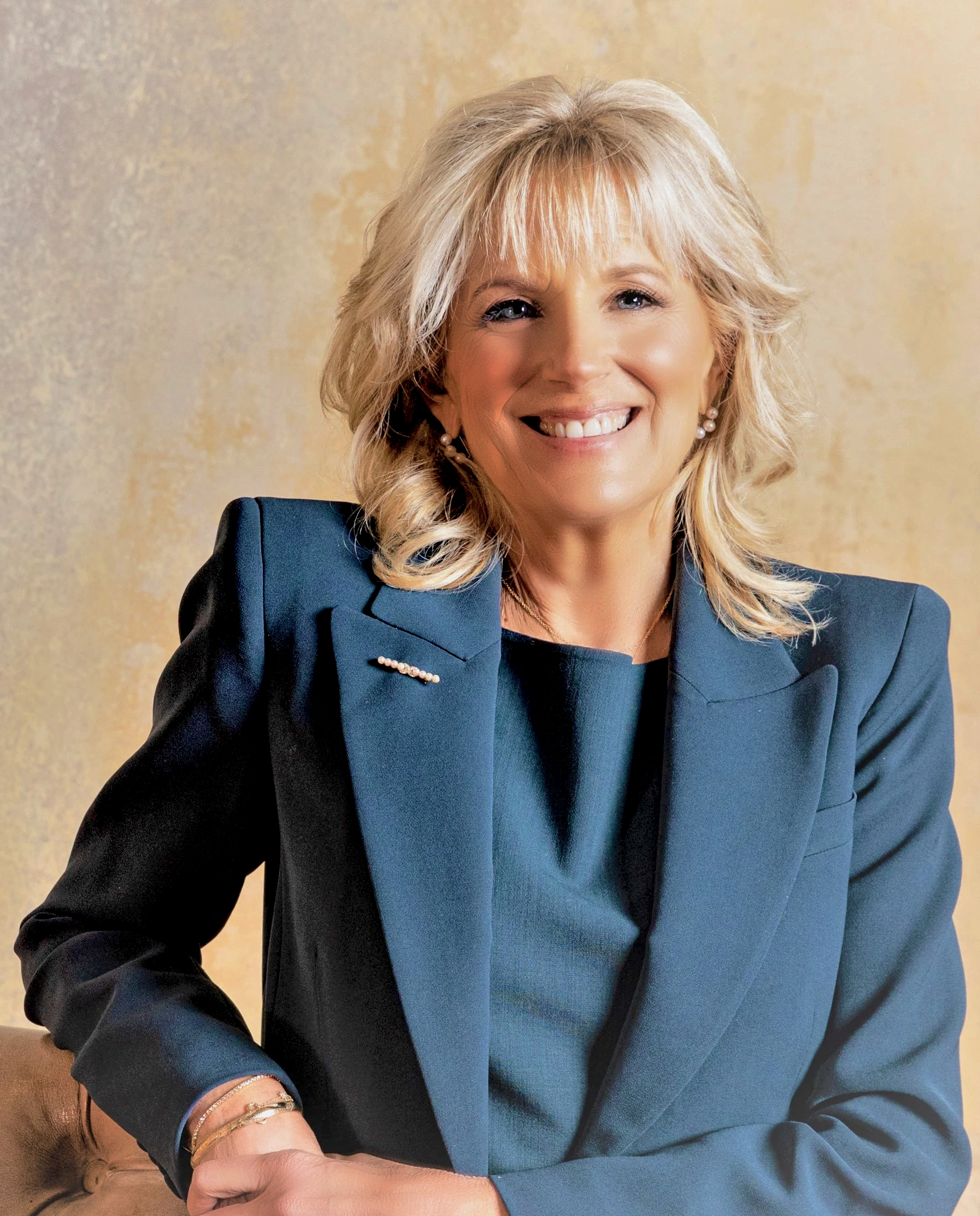
Jill Biden (2021)

Jill Tracy Jacobs Biden (* 3. Juni 1951 in Hammonton, New Jersey als Jill Tracy Jacobs, geschiedene Stevenson) ist eine US-amerikanische Lehrerin. Sie war als Ehefrau des 46. Präsidenten der Vereinigten Staaten, Joe Biden, von 2021 bis 2025 die 48. First Lady der Vereinigten Staaten. Während der Amtszeit ihres Ehemanns als Vizepräsident war sie von 2009 bis 2017 Second Lady.

## Familie und Ausbildung
Die älteste von fünf Töchtern eines Bankiers und einer Hausfrau wuchs in Willow Grove, Pennsylvania auf. Sie schloss die Schule 1969 an der Upper Moreland High School in Willow Grove ab. 1970 heiratete sie den ehemaligen College-Football-Spieler Bill Stevenson, von dem sie sich 1974 trennte. 
Im März 1975 lernte sie als Studentin an der University of Pennsylvania den damaligen Senator für Delaware, Joe Biden, bei einem Blind Date kennen, das Joes Bruder Frank organisiert hatte. Im Mai 1975 wurde sie von Stevenson geschieden. Am 17. Juni 1977 heiratete sie Biden. Er hatte nach einem Autounfall seine erste Ehefrau Neilia und seine Tochter Naomi verloren. Seine beiden Söhne Beau und Hunter hatten den Unfall überlebt. Am 8. Juni 1981 kam die gemeinsame Tochter Ashley Blazer zur Welt. Um sich um ihre Tochter und ihre beiden Stiefsöhne kümmern zu können, unterbrach Jill Biden zwei Jahre lang ihre Berufstätigkeit.

## Berufliche und gesellschaftliche Tätigkeiten

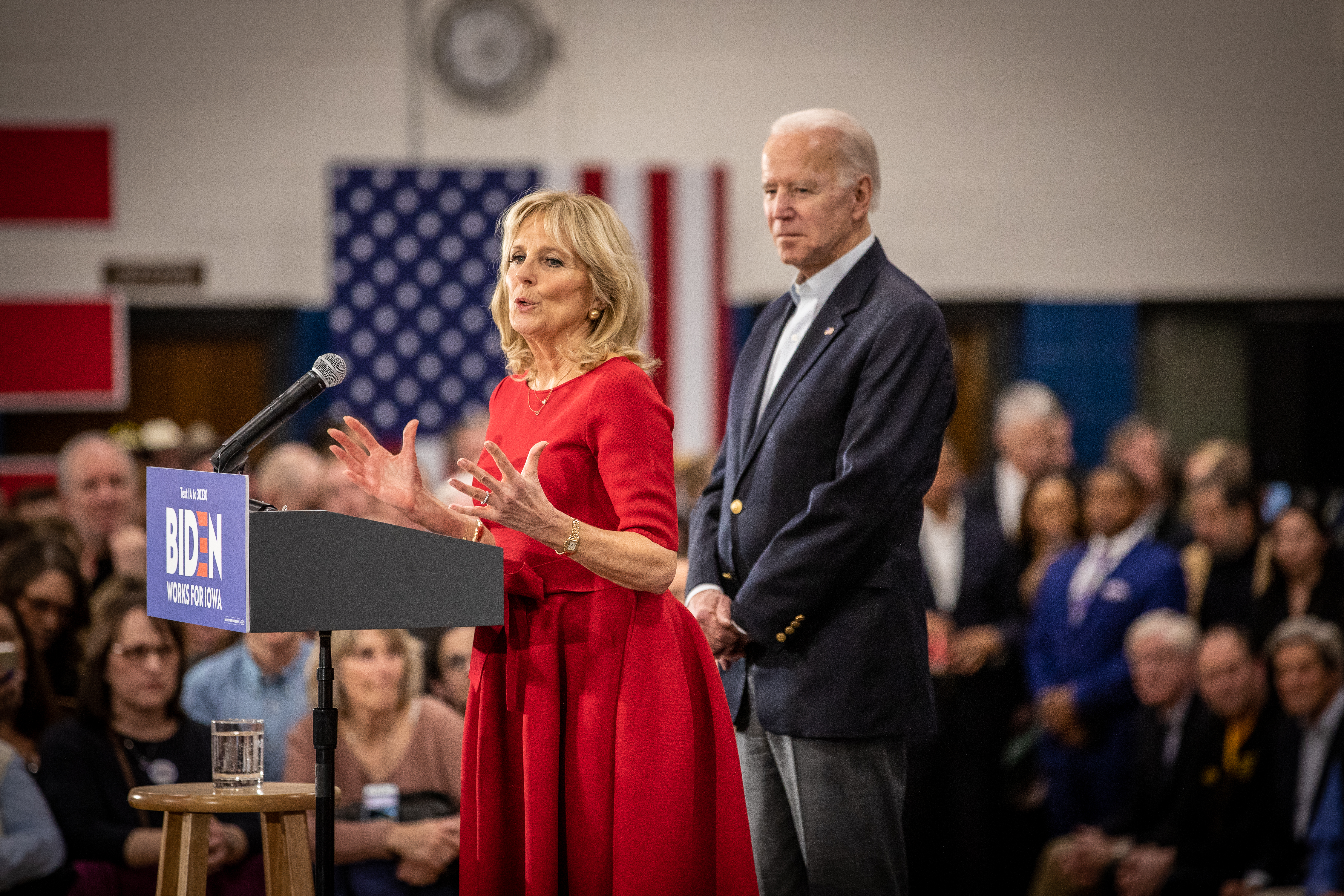
Jill und Joe Biden (2020)

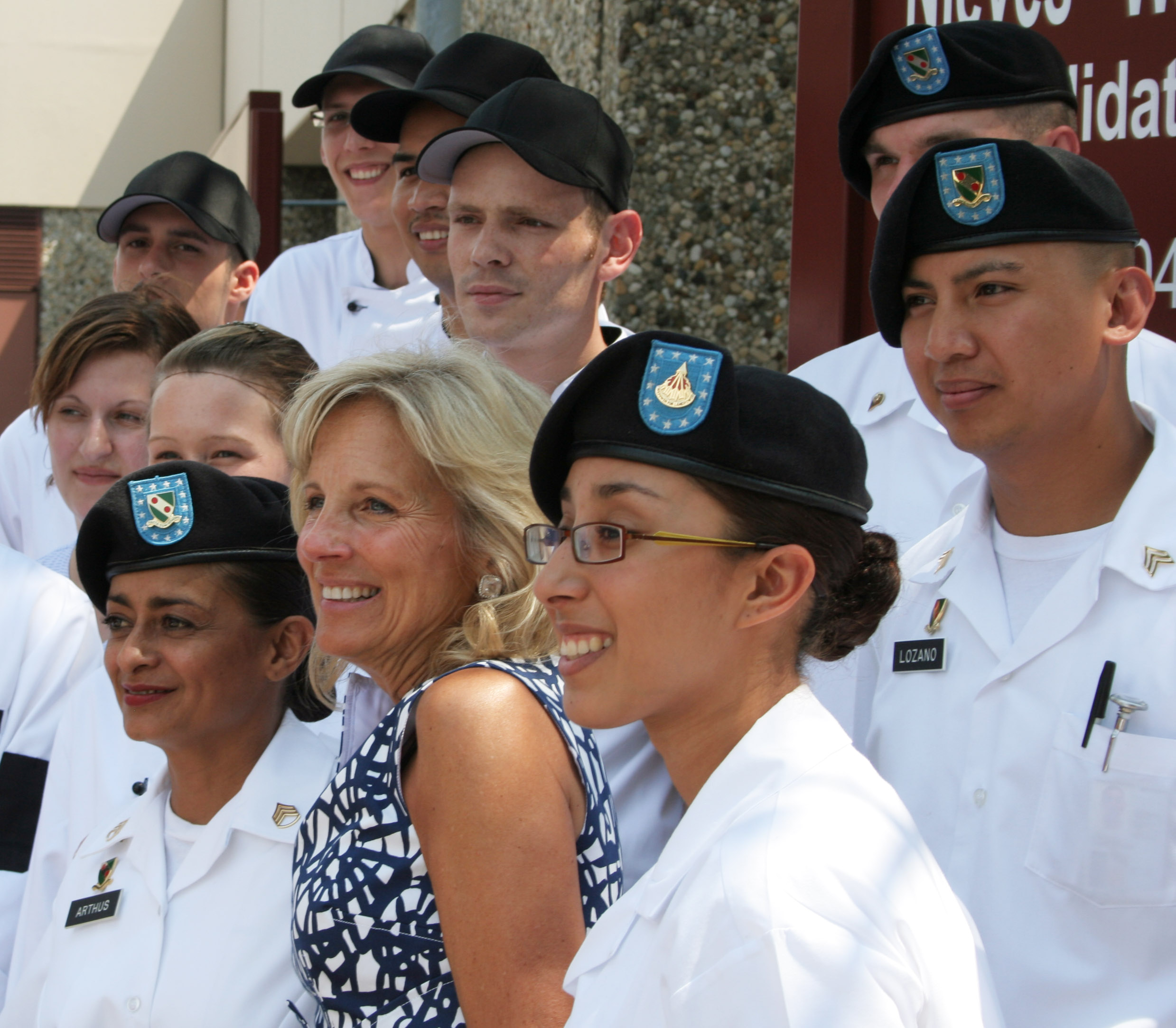
Jill Biden 2009 bei der US-Heeresgarnison Schweinfurt

Jill Biden unterrichtete als Englischlehrerin an diversen Bildungseinrichtungen. Sie hat zwei Masterabschlüsse und wurde im Januar 2007 mit 55 Jahren an der University of Delaware promoviert. Ihre Dissertation Student Retention at the Community College: Meeting Students’  Needs wurde unter dem Namen Jill Jacobs-Biden veröffentlicht. Nachdem ihr Mann 2009 das Amt des Vizepräsidenten angetreten hatte, unterrichtete sie weiterhin an einem Community College. Für ihre Tätigkeiten als Second Lady der Vereinigten Staaten standen ihr ein Stab mit acht Mitarbeitern und eine Bürosuite im Eisenhower Executive Office Building zur Verfügung.
Sie gründete die Brustkrebsstiftung Biden Breast Health. In 15 Jahren hat die Stiftung mehr als 7000 Schülerinnen über Brustkrebs und dessen Vorsorge aufgeklärt. Auch in anderen sozialen Organisationen engagiert sie sich. Ihr Augenmerk gilt vor allem den Themenbereichen Bildung, besonders in Community Colleges, sowie Familien von Militärangehörigen. 2020 veröffentlichte sie ein Kinderbuch über die Jugend Joe Bidens.